# Carburazepam
Carburazepam  là một loại thuốc là một dẫn xuất của benzodiazepine.